# José Miguel Barata Pereira
José Miguel Barata Pereira (Lisboa, 7 de novembro de 1971) é um prelado português da Igreja Católica, desde 2024 é bispo da Diocese da Guarda.

## Biografia
Depois de ter frequentado o Pré-Seminário de Lisboa, o Seminário de Almada, então pertencente ao Patriarcado de Lisboa, e o Seminário Maior de Cristo Rei dos Olivais, frequentou a Faculdade de Teologia da Universidade Católica Portuguesa de Lisboa, onde obteve, em 1995, o bacharelato em Teologia com a tese: "Sacramento da Penitência, dom de Deus que se celebra". Recebeu a ordenação presbiteral a 29 de junho de 1996, sendo incardinado no Patriarcado de Lisboa.
Exerceu as funções de Prefeito do Seminário Menor de São José de Caparide no Estoril (1996-1999); Membro do Conselho Presbiteral (1996-1999); Vice-Reitor do Seminário Nossa Senhora da Graça de Penafirme e Colaborador nas Paróquias de Nossa Senhora da Luz, em A-dos-Cunhados, e de São Miguel, no Vimeiro (1999-2007); Vigário Forâneo de Torres Vedras (2006-2007); Professor de Educação Moral Religiosa Católica no Externato de Penafirme (2001-2007); Assistente do Núcleo do Oeste do Corpo Nacional de Escutas (2006-2007); Vice-Reitor do Seminário Maior de Cristo Rei dos Olivais (2007-2011); Diretor do Pré-Seminário (2009-2012); e Diretor do Setor de Animação Vocacional (2007-2017).
Em 2014 licenciou-se em Teologia, na Universidade Católica Portuguesa, com uma tese intitulada: "Ser Igreja, ser na Igreja - Do ser comunhão ao agir vocacional".  
Até à sua nomeação episcopal, foi Reitor do Seminário Maior de Cristo Rei dos Olivais (desde 2011); Secretário do Secretariado de Ação Pastoral (desde 2007); Responsável pela Formação de Candidatos ao Diaconado Permanente (desde 2007); Membro do Conselho Presbiteral (desde 2012); Membro do Conselho Pastoral Diocesano (desde 2012); Membro do Capítulo dos Cónegos da Catedral Patriarcal (desde 2017); membro da Equipe Regional do Centro Nacional de Escutas; Assistente Espiritual de duas Equipas Cristo na Empresa da Associação Cristã de Empresários e Gestores (ACEGE) e Assistente Espiritual de três Equipas de Nossa Senhora.
Em 20 de dezembro de 2024, foi nomeado pelo Papa Francisco como Bispo da Guarda. Recebeu a ordenação episcopal em 16 de março de 2025, na Sé da Guarda, do Patriarca de Lisboa Rui Valério, S.M.M., coadjuvado por Manuel da Rocha Felício, seu antecessor e pelo cardeal Manuel Clemente, Patriarca emérito de Lisboa.